# Feđa Isović
Feđa Isović (Dubrovnik, 25. veljače 1965.), bosanskohercegovački scenarist koji se pisanjem scenarija bavi od 2005. i filma Dobro uštimani mrtvaci. Najpoznatija serija za koju piše scenarije je sitcom Lud, zbunjen, normalan. U jednoj epizodi te serije i glumi, i to Selvera u epizodi "Četiri sekretara SKOJ-a" iz 2008. Autor je i radiodrama i dokumentarnih filmova Federalne televizije. Politički je angažiran kao član SDP-a.

## Uloge
1. "Lud zbunjen Normalan"[4] kao Selver (2008.)

## Vanjske poveznice
- Feđa Isović u internetskoj bazi filmova IMDb-a